# Megan Mullally
Megan Mullally, född 12 november 1958 i Los Angeles, är en amerikansk skådespelare, mest känd för rollen som Karen Walker i TV-serien Will & Grace. Hon har också medverkat som George Costanzas flickvän i ett avsnitt av Seinfeld.
Hon är även sångerska och har sitt eget band Supreme Music Program.

## Filmografi (i urval)
- 1983 – Föräldrafritt - callgirl
- 1986 – Härom natten - Pat
- 1990 – Rainbow Drive - Ava Zieff
- 1993 – Seinfeld (TV-serie) (ett avsnitt)
- 1998–2006 – Will & Grace (TV-serie)
- 2002 – Stealing Harvard - Patty
- 2007 – Bee Movie - Trudy
- 2008–2013 – Childrens Hospital (TV-serie)
- 2009–2012 – Parks and Recreation (TV-serie) (sex avsnitt)
- 2010 – Party Down (TV-serie)
- 2011–2013 – Happy Endings (TV-serie) (tre avsnitt)
- 2012 – Breath In (TV-serie)
- 2017 – The Disaster Artist

## Utmärkelser
- 2000 - Emmy Award - Bästa kvinnliga biroll i en komediserie för Will & Grace
- 2001 - American Comedy Award - Roligaste kvinnliga biroll i en TV-serie för Will & Grace
- 2001 - Screen Actors Guild Awards - Bästa ensemble i en komediserie för Will & Grace
- 2002 - Screen Actors Guild Awards - Bästa kvinnliga skådespelerska i en komediserie för Will & Grace
- 2003 - Screen Actors Guild Awards - Bästa kvinnliga skådespelerska i en komediserie för Will & Grace
- 2004 - Screen Actors Guild Awards - Bästa kvinnliga skådespelerska i en komediserie för Will & Grace
- 2004 - Screen Actors Guild Awards - Bästa ensemble i en komediserie för Will & Grace
- 2005 - Women in Film Lucy Awards - Lucy Award
- 2006 - Emmy Award - Bästa kvinnliga biroll i en komediserie för Will & Grace